# Asteronia sweetiae
Asteronia sweetiae är en svampart som beskrevs av Henn. 1895. Asteronia sweetiae ingår i släktet Asteronia och familjen Microthyriaceae.   Inga underarter finns listade i Catalogue of Life.